# Medochemie
Medochemie ist ein zypriotischer Generika-Hersteller. Er wurde 1976 von Andreas Pittas gegründet.
Das Unternehmen besitzt neun Produktionsstätten auf Zypern, eine in den Niederlanden und drei in Vietnam. Medochemie produziert mehrere hundert Arzneimittel.